# ノーザンホースパーク
ノーザンホースパーク（Northern Horse Park）は、北海道苫小牧市字美沢にある社台グループの体験型公園・テーマパーク。株式会社ノーザンホースパークが運営している。1989年（平成元年）7月開園。広さは478,982 m2。
「馬と大地と人との絆」をテーマにしているように、乗馬・馬車・ハッピー ポニーショーなどの馬のアトラクション、蹄鉄に装飾するホースシュースタンド作りなどの体験プログラムのほか、家族で楽しめる各種イベント、レストラン、馬グッズを集めた売店などが用意されている。
毎年7月に行なわれる競走馬のセリ市場、セレクトセールの会場でもある。
2007年にバーベキューハウス「バックヤードグリル」が、2011年にチャペル&パーティレストラン「ディアド ブエナビスタ」がオープンした。

## 所在地
- 本社：北海道苫小牧市美沢114-7
- アポロステーション遠浅SS：北海道勇払郡安平町遠浅63 - JR室蘭線遠浅駅前。同社により運営されている。

## 代表者
吉田勝己（よしだかつみ）
- ノーザンファーム代表
- 社台スタリオンステーション代表取締役

## 営業時間
- 夏期間 (4月15日 - 6月30日、9月1日 - 11月5日)[注 2] 9:00 - 17:00 (7月1日 - 8月31日) 9:00 - 18:00
- 冬期間 (11月6日 - 4月14日) 10:00 - 16:00
- セレクトセール開催前後の期間は一部のアトラクションが変更又は中止になる。

## 料金

### 入場料
- 大人 : 1,200円（夏期）700円（冬期）
- 小学生 : 600円（夏期）300円（冬期）

年間入園パスポート
- 大人 : 4,800円
- こども : 2,400円

※有効期間中、何度でも入園可。同伴ゲストの入園料（大人のみ）100円割引。

### アクティビティパス（夏期間のみ）
- 大人 : 3,300円
- 小学生以下 : 2,500円

※何回でも利用可能
- テニス・ショートテニス（30分）
- ストリートバスケットボール（30分）
- パークゴルフ
- バルーン アーチェリー（10本）
- サイクリング（30分 / 1人乗り、2人乗り、4人乗り）
  - 電動アシストサイクル（30分）
  - かるがもサイクル（30分）
  - ストライダー（30分 / 幼児のみ）
  - ポニーサイクル（30分 / 小学生以下のみ）
- レーザーシューティング

※1回限りのご利用
- 観光ひき馬
- 観光馬車

### 観光ひき馬
- 1周（約5分） : 1,200円

（悪天候時はインドア乗馬場内にて行なっている）

### 観光馬車（降雪期は馬そり）
1周（約10分）
- 大人 : 800円
- こども （3歳～小学生）: 500円

## 主な施設
- ディアド ブエナビスタ（結婚式場 冬季はレストランとして営業している。)
- K's （ケーズ）ガーデン（道内最大級の庭園を眺めながら食事ができる。結婚式も行われている）
- パラッツォ・ベガ ポニー館（日本初の全天候型ポニーショー専用会場）
- バックヤードグリル（無煙グリルのバーベキューハウス）
- ホースギャラリー（社台グループ/ノーザンファームで生産、育成された馬たちの博物館）
- インドア乗馬場（全天候型の覆馬場。毎年7月に開催されるセレクトセールの会場）
- ライディングエリア（障害飛越競技・馬場馬術競技・ウェスタン競技の会場）

## アクセス
- 新千歳空港から車で約15分。空港から無料シャトルバスがバスのりば（南側送迎バス乗り場）から運行されている。

## 繋養馬
後述するような引退競走馬などのサラブレッド種の他にも数多くの種類の馬が在籍しており、約80頭の馬たちが生活している。
- ポニーも繋養されているがそのうちの1頭「チッチ」（2010年生・牡）はサッカーボールを使った曲芸が得意である。本パークが2015年にコンサドーレ札幌とのクラブパートナーシップを締結した際、チッチは背番号「77」を与えられクラブの一員（名誉選手に近い扱い）となった[1]。
- ポニーの「すーちゃん」は2016年冬よりAmazonのCMに登場している。

### 繋養引退馬
2025年2月9日現在。太字は勝利したGI級競走。
- オーソリティ（青葉賞、アルゼンチン共和国杯2勝、ネオムターフカップ）
- キンシャサノキセキ（高松宮記念2勝、阪神カップ2勝、函館スプリントステークス、スワンステークス、オーシャンステークス）
- グレンツェント（東海ステークス、レパードステークス、他地方重賞2勝）
- ゴールデンシックスティ（香港マイル3勝、香港スチュワーズカップ2勝、香港ゴールドカップ2勝、チャンピオンズマイル3勝）[4]
- サクセッション（新潟ジャンプステークス）
- セダブリランテス（ラジオNIKKEI賞、中山金杯）
- ヒンドゥタイムズ（小倉大賞典）
- フォゲッタブル（ステイヤーズステークス、ダイヤモンドステークス、菊花賞2着）
- ブラストワンピース（有馬記念、札幌記念、アメリカジョッキークラブカップ、新潟記念、毎日杯）
- ミッキースワロー（セントライト記念、日経賞、七夕賞）
- メドウラーク（七夕賞、阪神ジャンプステークス）
- ユーキャンスマイル（阪神大賞典、ダイヤモンドステークス、新潟記念）
- ラーゴム（きさらぎ賞）
- ラストインパクト（京都大賞典、金鯱賞、小倉大賞典、ジャパンカップ2着）
- レインボーライン（天皇賞・春、阪神大賞典、アーリントンカップ）
- ロイカバード（京都新聞杯3着、きさらぎ賞3着）
- ワールドエース(マイラーズカップ、きさらぎ賞）
- ワンダフルタウン（青葉賞、京都2歳ステークス）
- ウインドインハーヘア（ディープインパクト、ブラックタイドなどの母。2014年より離乳後の乗馬のお世話係として繋養）

### 過去に繋養されていた引退馬

#### GI級競走優勝馬
- アドマイヤジュピタ（死亡）
- アルフレード（帯広畜産大学馬術部へ）
- アロンダイト（岡山県のオールド・フレンズ・ジャパンへ）
- ザッツザプレンティ（南幌町の南幌ライディングファームへ）
- ヴァーミリアン（死亡）
- ジャガーメイル（オールド・フレンズ・ジャパンへ）
- スーニ（移動先不明）
- ダイナガリバー（死亡）
- タップダンスシチー（ノーザンファーム天栄へ）
- ツルマルボーイ（ノーザンファーム天栄へ）
- デルタブルース（オールド・フレンズ・ジャパンへ）
- トウカイポイント（道内の他の牧場へ）
- ブランディス（茨城県のクレイン竜ヶ崎へ）

#### 重賞競走優勝馬
- アダムスピーク（高校馬術部へ）
- アドマイヤコマンド（移動先不明）
- アドマイヤボス（クレイン竜ヶ崎へ）
- アルナスライン（慶應義塾体育会馬術部へ）
- インティライミ（ノーザンファームへ）
- エアジョーダン（1992年共同通信杯4歳ステークス優勝馬、移動先不明）
- カミノタサハラ（帯広畜産大学馬術部へ）
- カレンミロティック（オールド・フレンズ・ジャパンへ）
- クラフトマンシップ（2000年函館記念優勝馬、移動先不明）
- クラフトワーク（熊本県の宮村牧場へ）
- サナシオン（酪農学園大学へ）
- サンバレンティン（移動先不明）
- シルクフォーチュン（死亡）
- ステージチャンプ（角館高校へ）
- スムースバリトン（2004年東京スポーツ杯2歳ステークス優勝馬、福岡県の乗馬クラブへ）
- ソリタリーキング（茨城県のホースライディングスクエアーエボルブルスへ）
- ダノンヨーヨー（菊池農業高校へ）
- ディラクエ（札幌市清田区のモモセライディングファームへ）
- ハギノハイグレイド（兵庫県のクレイン加古川へ）
- バクシンテイオー（千葉県のクレイン千葉へ）
- バランスオブゲーム（クレイン竜ヶ崎へ）
- フィフティーワナー（阿蘇中央高等学校へ）
- フサイチホウオー（モモセライディングファームへ）
- フラアンジェリコ（三重県のクレイン三重へ）
- ブライトエンブレム（オールド・フレンズ・ジャパンへ）
- フラガラッハ（石狩市のオーフルホースコミューンへ）
- ブルーイレヴン（熊本農業高校へ）
- ホットシークレット（死亡）
- マックロウ（2001年京都記念優勝馬、愛知県の馬池4丁目乗馬倶楽部へ）
- ミトラ（立教大学馬術部へ）
- ランザローテ（福島県のホシファームへ）
- ユーロビート（移動先不明）
- レッドデイヴィス（移動先不明）
- ナイスミーチュー（移動先不明）
- サトノティターン（帯広畜産大学馬術部へ）
- トゥザワールド（帯広畜産大学馬術部へ）
- モンドインテロ（オールド・フレンズ・ジャパンへ）

#### その他の馬
- ウインデュエル（移動先不明）
- ノーザンポラリス（死亡）
- ミラクルアドマイヤ（移動先不明）
- ラスカルスズカ（ホーストラスト北海道へ）

### 繋養されるとの報道があった引退馬
- ピカレスクコート（入厩報道なし）
- ランフォルセ（入厩報道なし）

## その他
- 社台スタリオンステーションの種牡馬見学についてノーザンホースパークホームページ内で紹介しているが、これは代表取締役社長である吉田勝己が社台スタリオンステーション代表取締役であることとノーザンホースパークが社台グループの一つと位置づけられている関係がある。
- 馬術大会が5月から9月にかけて毎月1回開催されている。
- 2017年よりホーストレッキング、体験乗馬を開始した。